# Carson City (Míchigan)
Carson City es una ciudad ubicada en el condado de Montcalm en el estado estadounidense de Míchigan. En el Censo de 2010 tenía una población de 1093 habitantes y una densidad poblacional de 395,88 personas por km².

## Geografía
Carson City se encuentra ubicada en las coordenadas 43°10′54″N 84°50′43″O / 43.18167, -84.84528. Según la Oficina del Censo de los Estados Unidos, Carson City tiene una superficie total de 2.76 km², de la cual 2.69 km² corresponden a tierra firme y (2.63%) 0.07 km² es agua.

## Demografía
Según el censo de 2010, había 1093 personas residiendo en Carson City. La densidad de población era de 395,88 hab./km². De los 1093 habitantes, Carson City estaba compuesto por el 96.71% blancos, el 0.37% eran afroamericanos, el 0.27% eran amerindios, el 0.55% eran asiáticos, el 0% eran isleños del Pacífico, el 0.73% eran de otras razas y el 1.37% pertenecían a dos o más razas. Del total de la población el 4.21% eran hispanos o latinos de cualquier raza.